# Myrmecophila wendlandii
Myrmecophila wendlandii là một loài thực vật có hoa trong họ Lan. Loài này được (Rchb.f.) G.C.Kenn. mô tả khoa học đầu tiên năm 1979.